# Пуллен де Сен-Фуа, Жермен Франсуа
Жерме́н Франсуа́ Пулле́н де Сен-Фуа́ (фр. Germain-François Poullain de Saint-Foix; 5 февраля 1698 года, Ренн — 25 августа 1776 года) — французский писатель и драматург.

## Биография
До 36 лет служил мушкетёром; отличился в 1734 году в битве у Гвасталлы. Затем уволился из армии и обосновался в Ренне.
В 1721 году опубликовал первую комедию — «Пандору».
В 1740 году переехал в Париж, где превратился в модного автора. Сочинил два десятка комедий.
В 1764 году был назначен историографом ордена Святого Духа.

## Творчество
- «Пандора» (Pandore, 1721)
- Lettres d’une Turque à Paris (1730, 1732, 1760 — подражание «Персидским письмам» Монтескьё)
- L’Oracle (1740)
- Deucalion et Pyrrha (1741)
- L’Île sauvage (1743)
- Le Sylphe (1743)
- Les Grâces (1744)
- Julie (1746)
- Egérie (1747)
- одноактная трагедия в прозе Zéloïde (1747)
- Les Veuves turques (1747)
- Les Métaphores (1748)
- La Colonie (1749)
- Le Rival supposé (1749)
- Les Hommes (1753)
- Essais historiques sur Paris в 5 томах (Лондон, 1754—1757)
- Le Financier (1761)
- Origine de la Maison de France (1761)
- Histoire de l’Ordre du Saint-Esprit (1767)
- «Письма на тему Железной маски» (Lettres au sujet de l’homme au masque de fer, 1768)

«Полное собрание сочинений» (Oeuvres complètes) издано посмертно в 1778 г.